# Iglesia de Nuestra Señora de la Asunción (Valdemoro)
La iglesia parroquial de Nuestra Señora de la Asunción es el principal edificio religioso del municipio de Valdemoro, situado al sur de la Comunidad de Madrid (España). Se trata de una construcción de estilo barroco que constituye el edificio más representativo del conjunto monumental de la localidad y un destacado ejemplo de la arquitectura religiosa madrileña del siglo XVIII.
La iglesia fue erigida sobre un templo anterior y su construcción se desarrolló a lo largo de varias etapas entre los siglos XVII y XVIII, con intervenciones posteriores que han contribuido a su configuración actual. El edificio presenta planta de cruz latina y está compuesto por una amplia nave central de 60 metros de longitud y 28 metros de anchura, flanqueada por cuatro capillas laterales a cada lado. La nave se cubre con bóveda de cañón con lunetos, reforzada por arcos fajones, mientras que el crucero está rematado por una cúpula sobre pechinas que aporta monumentalidad al espacio interior.
En el exterior, los materiales empleados son el ladrillo y la mampostería de piedra, característicos de la arquitectura tradicional madrileña. La fachada principal, orientada al oeste, presenta una composición simétrica con tres arcos de medio punto sostenidos por columnas toscanas, flanqueados por dos torres cuadrangulares de menor altura que la torre del campanario. Esta última se alza en el ángulo noroeste del edificio y constituye uno de los elementos más reconocibles del templo. Fue concluida en 1764, y ha sido restaurada recientemente, lo que explica el color rosado del ladrillo. En su interior alberga cuatro campanas de bronce, utilizadas en celebraciones litúrgicas y acontecimientos locales.
El interior del templo alberga un valioso patrimonio artístico, destacando especialmente el altar mayor, decorado con tres importantes lienzos. De izquierda a derecha se encuentran: San Pedro Mártir, obra de Ramón Bayeu; La Asunción de la Virgen, de Francisco Bayeu; y Aparición de la Virgen a San Julián, obispo de Cuenca, pintado por Francisco de Goya. Este último cuadro, aunque considerado una obra menor dentro del conjunto goyesco, es la pieza más destacada del patrimonio artístico de Valdemoro y un testimonio de la relevancia cultural que alcanzó el municipio en el siglo XVIII.
Además del retablo mayor, el templo conserva otras obras pictóricas de notable interés, como dos lienzos de Claudio Coello titulados San Francisco Javier y San Ignacio de Loyola, así como varios frescos atribuidos al pintor flamenco Antonio van de Pere, activo en la Corte española durante el reinado de Carlos II.
Otro elemento singular es el archivo parroquial, que custodia documentos eclesiásticos, civiles y notariales que se remontan hasta el siglo XV, ofreciendo una valiosa fuente para el estudio de la historia local. Asimismo, el órgano barroco, construido en 1737, destaca tanto por su valor musical como histórico, y ha sido incluido en el Inventario General de Bienes Muebles del Estado español.
La iglesia de Nuestra Señora de la Asunción fue declarada Monumento Histórico Artístico y está incluida en el Registro General de Bienes de Interés Cultural del Ministerio de Cultura. Asimismo, goza de protección integral dentro del Catálogo de Bienes y Espacios Protegidos del Plan General de Ordenación Urbana de Valdemoro, lo que garantiza la conservación y protección de su valioso patrimonio arquitectónico y artístico.